# Apple Butter
Apple Butter è un cortometraggio muto del 1916 diretto da Sidney Smith.
È il decimo e ultimo episodio della serie The Chronicles of Bloom Center.

## Produzione
Il film fu prodotto dalla Selig Polyscope Company.

## Distribuzione
Distribuito dalla General Film Company, il film - un cortometraggio in una bobina - uscì nelle sale cinematografiche statunitensi il 29 gennaio 1916.